# Moving Waves
Focus II (Moving Waves) è il secondo album della band progressive rock olandese dei Focus, pubblicato nell'ottobre 1971.

## Descrizione
Si tratta del primo album dei Focus che mostra i tratti caratteristici della band. L'album uscì originalmente nel formato di LP, con una durata che rientra nella media del periodo e del genere di 41:40 minuti. Nell'album si ritrova una fusione tra rock e classica, che trova ampi spazi nel progressive rock, genere reinterpretato dai Focus, in questo album più maturo rispetto ad "In and Out of Focus".

## I brani
L'album si apre con un brano con forti sonorità hard rock, Hocus Pocus. Ad un riff paragonabile a quelli dei coevi Led Zeppelin, Black Sabbath o Deep Purple si alternano uno jodel cantato dall'organista-flautista Thijs van Leer e a ripetuti assoli e virtuosismi di chitarra elettrica, batteria e flauto traverso. Le Clochard è un breve brano di chitarra acustica suonato da Jan Akkerman, in contrapposizione alle sonorità del brano precedente, paragonabile a Horizons suonato da Steve Hackett in Foxtrot dei Genesis.
Janis è un altro brano di natura classico-barocca, dominato dal flauto traverso di van Leer accompagnato da una delicata chitarra acustica e da una leggera batteria. Moving Waves è la breve title track, l'unico brano dell'album con un testo di senso compiuto. Focus II, ultimo brano del lato A, mostra lo stile caratteristico dei Focus: forte influenza di tastiere, con un treno di batteria che segue in maniera leggera l'intero pezzo e alcuni riff ripetuti di chitarra elettrica.
Eruption è una suite, formato tipico del rock progressivo, che occupa l'intero lato B. È una rivisitazione della storia di Orfeo ed Euridice di Jacopo Peri, quasi completamente strumentale. Al suo interno dominano i virtuosismi di Jan Akkerman, accompagnati da flauti, tastiere, batteria, basso e mellotron. Ha toni piuttosto epici, con riff che riaffiorano più volte all'interno del brano.

## Tracce
1. Hocus Pocus – 6:40 (Thijs Van Leer, Jan Akkerman)
2. Le Clochard – 2:01 (Jan Akkerman)
3. Janis – 3:09 (Jan Akkerman)
4. Moving Waves – 2:42 (Thijs Van Leer, Inayat Khan)
5. Focus II – 4:03 (Thijs Van Leer)
6. Eruption – 23:04

## Membri
- Thijs van Leer (voce, flauti, organo Hammond, piano, mellotron)
- Jan Akkerman (chitarre, basso)
- Cyriel Havermans (basso, voce)
- Pierre Van Der Linden (batteria)